# Шкраб'юк Петро Васильович
Петро Васильович Шкраб'юк (нар. 2 серпня 1943, с. Пужники, нині Тлумацького району, Івано-Франківської області, Україна) — український поет, прозаїк, есеїст, літературознавець, історик, член Національної спілки письменників України з 1985 року.
З 1976 року член Національної спілки журналістів, доктор історичних наук (2008), старший науковий співробітник, в.о. завідувача відділу української літератури Інституту українознавства ім. І. Крип'якевича НАН України, викладач кафедри зарубіжної преси та інформації Львівського національного університету ім. І. Франка.

## Біографія
Петро Шкраб'юк народився 2 серпня 1943 року в селі Пужники (нині Тлумацького району Івано-Франківської області, Україна), коли там ще стояли гітлерівці, у родині Василя Миколайовича Шкраб'юка та Марії Михайлівни (1922—2002). Батько помер у січні 1945 року від тифу, маючи 32 роки. Після цього мати вийшла заміж удруге за Василя Федоровича Ницака (1925—1979).
Після школи Петро працював коректором районної газети у містечку Отинія теперішнього Коломийського району на Прикарпатті, потім — редактором щойно організованого районного радіомовлення. З 1962 по 1965 служив у війську — спершу в Бердичеві, потім в Угорщині.
1969 року закінчив факультет журналістики Львівського університету ім. І. Франка. Один рік працював редактором університетської газети і три — асистентом факультету журналістики Львівського університету ім. І. Франка. Готував кандидатську дисертацію «Журнал „Всесвіт“ як тип видання». Проте наприкінці грудня 1973 року за нібито «притуплення політичної пильності» був змушений покинути викладацьку й наукову працю, отримавши сувору партійну догану із занесенням в особову справу. Петро Шкраб'юк перейшов на роботу в обласну молодіжну газету у Львові, де завідував відділом листів, масової роботи і прес-контролю. Опісля п'ять літ, з 1978 по 1987 рік, працював кореспондентом республіканського науково-популярного журналу «Наука і суспільство» по Західному науковому центру АН УРСР.
11 червня 1987 року перейшов на роботу в Інститут суспільних наук АН УРСР (від 1990-го — Інститут українознавства імені І. Крип'якевича НАН України). 17 червня 1994 року захистив кандидатську дисертацію («Михайло Павлик і Радикальна партія»), а 25 грудня 2007 року — докторську («Монаший Чин Отців Василіян у суспільно-культурному житті України»). Зараз — в. о. завідувача відділу української літератури Інституту українознавства імені І. Крип'якевича НАН України і за сумісництвом — викладач кафедри зарубіжної преси та інформації Львівського національного університету імені Івана Франка (читає спецкурс «Українці в світовій культурі»).

## Творчість
Петро Шкраб'юк — автор близько 30 книжок. Це зокрема:

### Поетичні збірки
- Вересневі знамена (передмова Петра Осадчука). — Київ: Молодь, 1979. — 68 с.
- Спадщина. — Львів: Каменяр, 1981. — 69 с.
- Голос зозулі. — Львів: Каменяр, 1990. — 135 с.
- Непроминальність: колекція блискіток. — Львів: Логос, 1993. — 111 с.
- Передзвін. — Львів: Місіонер, 1998. — 335 с.
- Серед зір і людей. — Львів: Місіонер, 2003. — 303 с.[3]
- Три ключі: мої рубаї. — Львів: Місіонер, 2005. — 144 с.[4]
- Співзвучність. — Київ: Ярославів Вал, 2011. — 208 с.[5]
- Усе на світі таїна / Ін-т українознавства ім. І. Крип'якевича НАН України. — Львів: НВФ «Українські технології», 2015. — 220 с.[6]
- Крехів у вінку сонетів: історична хроніка. — Видавництво Отців василіян «Місіонер», 2015. — 56 с., іл.[7]
- А довкола — Батьківщина. Поезія. — Львів: Каменяр, 2017. — 47 с. — Серія «25 улюблених віршів».
- Найкраще слово: для дітей і про дітей (вірші). — Львів: Місіонер, 2017. — 64 с.
- Портрет з осені. Львів: Місіонер, 2021. 208 с.

### Вірші
- Напуття самому собі
- Батьківщина
- Літа далекі
- Місто левів
- Зустріч
- Шпаченя
- Каштани
- Свята Вечеря
- Бій під Крутами
- ПАСАЖИР

### Науково-історичні документальні книги
- Виноградник Господній: історія життя о. д-ра — 280 с.[8]
- Попід Золоті ворота: шість елегій про родину Калинців / НАН України. Ін-т українознавства ім. І. Крип'якевича. — Львів: Місіонер, 1997. — 519 с.[9]
- Крехів: дороги земні і небесні / НАН України. Ін-т українознавства ім. І. Крип'якевича. — Львів: Місіонер, 2002. — 413 с.[10]
- Монаший Чин Отців Василіян у національному житті України / НАН України. Ін-т українознавства ім. І. Крип'якевича. — Львів: Місіонер, 2005. — 439 с.[11]
- Сто кроків до Храму: невідоме про відоме / Ін-т українознавства ім. І. Крип'якевича НАН України. ГО «Інститут національної пам'яті» (м. Львів). — Львів: НВФ «Українські технології», 2008. — 436 с.; 2-ге вид. — 2014.[12]
- Голоси нічні і денні: на хвилях Радіо «Незалежність». — Львів: НВФ «Українські технології», 2009. — 224 с.[13]
- Ми, українські радикали… (Михайло Павлик і Радикальна партія) / НАН України. Ін-т українознавства ім. І. Крип'якевича. — Львів, 2012. — 192 с.[14]
- В мінливім дзеркалі кохання: енциклопедія любові. — Львів: НВФ «Українські технології», 2012. — 352 с.[15]
- Наріжний камінь Маркіяна. Статті, есеї, вірші / Ін-т українознавства ім. І. Крип'якевича НАН України. Шашкевичівська комісія. — Львів, 2012. — 152 с.: іл.[16]
- Імена близькі й далекі: Україна в національному і світовому вимірах / Інститут українознавства ім. І. Крип'якевича НАН України. — Львів, 2013. — 412 с.[17]
- Історії, прожиті тричі: події, документи, спогади / Ін-т українознавства ім. І. Крип'якевича НАН України. — Львів: НВФ «Українські технології», 2015. — 444 с.[18]
- Над Простором і Часом: трилогія незвичайного. — Львів: Апріорі, 2017. — 336 с.
- Пробудились серед ночі, або Преображення людське. — Львів: Місіонер, 2017. — 248 с.
- Попід Золоті Ворота: шість елегій про родину Калинців. Вид. 2. — Львів: Сполом, 2017. — 528 с.
- Буття у двох світах. Львів: Растр-7, 2021. 352 с.
- Крехів: дороги земні і небесні. Львів: Місіонер, 2023. 2-ге вид., випр. і доп. 464 с.
- Друга коронація. Повість-есе. Львів: Растр-7. 2024. 232 с.
- Поезія в однострої (Есеї і віршу 2014-2024 років . Львів: Місіонер, 2024. 224 с.

### Нариси
- Борозна. — Львів: Каменяр, 1975. — 40 с.
- Село з майбутнього. — Львів: Каменяр, 1980. — 140 с.
- Спонукання до пошуку. — Львів: Вид-во при Львів. держ. ун-ті Видавничого об'єднання «Вища школа», 1984. — 32 с.
- Одвічний день жнив. — Львів: Каменяр, 1984. — 32 с.
- Розвиток науки в західних областях Української РСР за роки Радянської влади. 1939—1989 (упорядник і редактор). — Київ: Наукова думка, 1990. — 304 с.

### Сильветки
Петро Шкраб'юк — автор сильветок про видатних діячів української історії:
- митрополитів М. Левицького
- А. Шептицького
- поета о. М. Шашкевича
- француза з Квебеку о. Йосафата Жана ЧСВВ

### Дослідництво наукової творчості
Петро Шкраб'юк також дослідник наукової творчості сучасних учених:
- Л. Сеника
- Ю. Сливки
- І. Патера
- Л. Зашкільняка
- І. Гелея

### Автор передмов
Редактор й автор передмов до збірника поезії учасників конкурсу на здобуття Літературної премії ім. Богдана-Ігоря Антонича за 1997 рік «Привітання життя», а також до поетичних збірок о. В.-Б. Мендруня, ЧСВВ; Ірини Зайцевої, З.-Т. Масного, Стефанії Пахольчук, М. Петренка, І. Фідика, В. Бандури, Мирослави Рудик, М. Малахівського, Л. Сеника, Р. Дідули.

### Радіопередачі
- Жовтень 2003 року — жовтень 2004 року: провів 52 передачі на Радіо «Незалежність» (м. Львів) в авторській програмі «Українці в світовій історії».
- Грудень 2005 — січень 2009 року: провів 164 передачі на Радіо «Воскресіння» (Перший український канал) в авторській програмі «Дорога до Храму».

### Компакт-диски
Видав два компакт-диски у фонотеці Радіо «Воскресіння»:
- до 150-ліття від дня народження Івана Франка (10 радіопередач);
- до 1020-ліття хрещення Руси-України (9 радіопередач).

### Пісні на слова Петра Шкраб'юка[19]
- Журавочка (музика Б.-Я. Янівського)
- Карусель (музика Б.-Я. Янівського)
- Де райдуга світить — немає зими (музика Б.-Я. Янівського)
- Забобон (музика Б.-Я. Янівського)
- О сину мій!.. (музика Б.-Я. Янівського)
- Яблуневі сни (музика Б.-Я. Янівського)
- Львове, місто над містами (музика О. Зелінського)
- Львів найкращий, бо в ньому є ти (музика О. Зелінського)
- Моя надія, Господи, — це Ти (музика Б. Косопуда)

Петро Шкраб'юк також автор численних пісенних текстів до вистав у Львівському театрі юного глядача, зокрема до вистави за казкою Олексія Толстого «Золотий ключик».

## Премії та відзнаки
- 2003 — премія Фонду Воляників-Швабінських при Фундації Українського Вільного Університету в Нью-Йорку (США) за книгу «Крехів: дороги земні і небесні».
- 2008, 2013, 2018 — медаль «Почесна відзнака» Національної спілки письменників України «За особисті досягнення у літературній творчості, за вагомий внесок у відродження духовності та культури українського народу».
- 2007 — премія ім. В'ячеслава Чорновола (м. Львів) за низку передач у тематичній програмі «Дорога до Храму» на радіо «Незалежність» і «Воскресіння».
- 2013 — Всеукраїнська літературна премія імені Ірини Вільде (І нагорода).
- 2013 — Відзнака Галицького районного об'єднання м. Львова ВУТ «Просвіта» імені Тараса Шевченка.
- 2016 — Медаль Святого Великомученика Юрія Побідоносця від УГКЦ (14 жовтня).
- 2017 — Премія імені Ярослава Дорошенка за книгу «Крехів у вінку сонетів» (Івано-Франківськ, 2017).
- 2018 — премія імені Ірини Калинець у номінації «За наполегливість і мужність у відстоюванні українських позицій та дослідження „білих плям“ в історії України».
- 2019 — Премія імені Степана Бандери у номінації «Громадська діяльність».
- 2019 — Премія імені Олеся Гончара за книги «Над Простором і Часом" та «Історії, написані тричі (події, документи, спогади)».
- 2020 — Премія імені Івана Огієнка "в галузі літератури».
- 2022 — Премія імені Катерини Мельник-Куйбіди за кращу поетичну збірку на патріотичну тематику «Портрет з осені».
- 2023 — Премія імені Михайла Петренка у номінації «Поезія» (м. Слов'янськ Донецької обл.).
- 2024 — Премія імені Митрополита Андрея Шептицького у номінації «Культура».

### Особисте життя
Має сина Андрія — історика, викладача Українського католицького університету, перекладача літургійних текстів, керівника хору Вірменської церкви у Львові, та дочку Мар'яну, яка з відзнакою закінчила економічний факультет ЛНУ ім. І. Франка зі спеціальності «економічна кібернетика». Одружений. Дружина у другому шлюбі — Чорній Олександра Володимирівна, філолог-славіст, архівіст, багатолітній працівник ЦДІА в м. Львові.